# Rama (Jénine)
Pour les articles homonymes, voir Rama.
Rama, en arabe : الرامة, est un village du gouvernorat de Jénine en Palestine, dans le nord de la Cisjordanie. Selon le recensement du Bureau central palestinien des statistiques, la localité compte une population de 1 222 habitants en 2017.